# Burgerservicenummer
BSN (Burger service nummer, numer obsługi mieszkańca) – odpowiednik polskiego numeru PESEL, nadawany obywatelom holenderskim, a także cudzoziemcom mieszkającym w Holandii dłużej niż cztery miesiące, identyfikujący obywatela w kontaktach z organami administracji państwowej. W 2007 zastąpił i rozszerzył stosowany wcześniej Sofi Nummer, odpowiednik polskiego NIPu.
Sofinummer (sociaalfiscaal nummer, numer socjalno-fiskalny) nadawały regionalne jednostki administracji podatkowej, jednak wykorzystywany był również przez inne organy państwa. Każdy region miał przydzielony zakres numerów, co doprowadziło do przekroczenia zakresów w obszarach o większym zaludnieniu, w efekcie czego niektórym osobom przydzielono te same numery. Wdrażając centralnie nadawany BSN rozwiązano problem, przydzielając tym osobom nowe numery.